# 読売中高生新聞
読売中高生新聞（よみうりちゅうこうせいしんぶん）は、日本の読売新聞東京本社の刊行による中学生と高校生を対象とした週刊新聞。2014年11月7日創刊。毎週金曜日発行。購読料金は月極850円だが、姉妹紙である読売KODOMO新聞との併読の場合は月極め1100円（発刊当初は1000円）、読売KODOMO新聞から切り替える際は最初の6か月間のみ月極め550円（いずれも税込み）。

## 略歴
2011年3月3日に創刊した『読売KODOMO新聞』（小学校高学年向け）の中高生版で、読売新聞創刊140周年記念事業の一環として読売新聞東京本社が2014年7月11日に創刊を発表。
当初は首都圏（読売新聞東京本社管内の一部）と京阪神（読売新聞大阪本社の一部）および九州（読売新聞西部本社管内）の一部のみでの販売を予定していたが、同時期にライバルの朝日新聞社の子会社である朝日学生新聞社が発行する『朝日中学生ウィークリー』の読者層を高校生にも拡大して『朝日中高生新聞』となることとなったため、それに対抗する必要が出たことから、急遽予定を変更し、創刊号から日本全国で販売（読売新聞東京本社管内の一部・読売新聞大阪本社管内の一部・読売新聞北海道支社管内・読売新聞北陸支社管内・読売新聞中部支社管内）することになった。読売中高生新聞のコアターゲットは中学2年生・3年生、ならびに高校1年生としている。
また、創刊前の2014年9月29日には新聞の投稿欄と連動したスマートフォン向けアプリ「Yteen」（ワイティーン）をリリースした。

## 構成
紙面の詳細は、公式サイトあるいは読売新聞教育ネットワーク 読売中高生新聞を参照。
政治・経済・社会・スポーツ・ファッションに関するニュースや話題のほか、日本各地の部活動の情報などを掲載。解説にはカラー図解も用いる。読売中高生新聞の紙面レイアウトは、ほかの新聞と異なり余白が多く取られている。これは記事をスマートフォンで撮影することを前提にしていること、新聞を読み慣れていない中高生でも読みやすいよう、記事を横組みの四角形構成にしていることにある。
読売KODOMO新聞と同様、読売新聞の社会部所属記者が記事を執筆しており、漫画・小説などの企画を中心に小学館が紙面制作に特別協力。学習記事の内英語のページのみ語学塾のイーオンが担当する。読売新聞が発行する英字新聞『ジャパン・ニューズ』の記事を使った長文問題も掲載される。
芸能人によるコラムも掲載している。2020年5月現在、『ジャニーズJr.の小箱』（リレー形式連載）、『Yroom』（AKB48グループおよび坂道シリーズ（1 - 4週目）、さかた校長（SCHOOL OF LOCK!、5週目））が担当している。また「実録・レコメン!リスナー事件簿（後述）」で採用された体験記事も掲載される。

## 広報活動
創刊をアピールするテレビCMには西山潤と紺野彩夏が出演、日本テレビ、BS日テレを中心に全国の民放テレビ局で2014年10月8日から放送されていて、2015年5月6日から『SCHOOL OF LOCK! FRIDAY』にてラジオCMをJFN加盟のラジオ局で放送している。
2018年4月から2020年9月までは文化放送『レコメン!』とのコラボレーションコーナーとして、月曜23:45から「読売中高生新聞Presents 実録・レコメン!リスナー事件簿」を提供していた。本コーナーで採用された体験投稿が編集会議の審査を経て紙面に載る。投稿が採用されたリスナーには「記者手帳」（取材用メモ帳）が記念品として贈られた。